# 陶輿
陶舆（3世纪—315年），晋朝鄱阳郡枭阳县（今江西省都昌县）人，陶侃哥哥的儿子，陶臻的弟弟。
陶舆果勇善战，以功官至武威将军。杜弢率众反晋，陶侃受命领兵镇压。陶舆请陶侃赦免想要投靠杜弢的张奕等三百余家，配给自己使用。陶侃与杜弢交锋，杜弢以桔槔击沉官军船舰，军中失色。陶舆率轻舟出其上流出击，所向披靡。杜弢率众将焚陶侃辎重，陶舆又击败了他们。杜弢军望见陶舆军，互相说：“避陶武威。”后与杜弢作战，陶舆被重创，受伤而死。陶侃大哭：“丧吾家宝！”三军为他垂泣。诏赠长沙郡太守。